# بروس كلارك (عازف قيثارة جاز)
بروس كلارك (بالإنجليزية: Bruce Clarke)‏ هو عازف جاز أسترالي، ولد في 1 ديسمبر 1925، وتوفي في 24 يوليو 2008.

## وصلات خارجية
- بروس كلارك على موقع ميوزك برينز (الإنجليزية)
- بروس كلارك على موقع أول ميوزيك (الإنجليزية)
- بروس كلارك على موقع ديسكوغز (الإنجليزية)